# Danguran
Danguran is een bestuurslaag in het regentschap Klaten van de provincie Midden-Java, Indonesië. Danguran telt 5721 inwoners (volkstelling 2010).